# Clay Walker
Ernest Clayton Walker Jr., detto Clay (Beaumont, 19 agosto 1969), è un cantante e attore statunitense, esponente di musica country. Ha venduto in carriera oltre 11 milioni di dischi.

## Biografia
Ha inciso dodici album in studio e varie compilation. Più di venti dei suoi singoli hanno raggiunto la Top 20 nelle classifiche stilate da Billboard, mentre sei hanno raggiunto la posizione numero uno.
Tra i suoi brani più conosciuti vi sono She Won't Be Lonely Long (2010) e If I Could Make a Living (1994).
Nel 1996 gli è stata diagnosticata una sclerosi multipla rivelatasi benigna. 

## Vita privata
Si è sposato due volte. Dal primo matrimonio, terminato col divorzio, sono nate due figlie. Con la seconda e attuale moglie ha messo al mondo cinque figli, l'ultimo dei quali nel 2021.

## Discografia
Album
- 1993 – Clay Walker
- 1994 – If I Could Make a Living
- 1995 – Hypnotize the Moon
- 1997 – Rumor Has It
- 1999 – Live, Laugh, Love
- 2001 – Say No More
- 2002 – Christmas
- 2003 – A Few Questions
- 2007 – Fall
- 2010 – She Won't Be Lonely Long
- 2019 – Long Live the Cowboy
- 2021 – Texas to Tennessee

Singoli (lista parziale)
- What's It to You (1993)
- Live Until I Die (1993–1994)
- Dreaming with My Eyes Open (1994)
- If I Could Make a Living (1994)
- This Woman and This Man (1995)
- Hypnotize the Moon (1996)
- Rumor Has It (1997)
- Live Laugh Love (1999)
- I Can't Sleep (2004)
- Fall (2007)
- She Won't Be Lonely Long (2010)

## Filmografia
- Alone Yet Not Alone (2013), regia di Ray Bengston e George D. Escobar